# Papa Wemba
Jules Shungu Wembadio Pene Kikumba, mais conhecido como Papa Wemba (Lubefu, 14 de junho de 1949 — Abidjan, 24 de abril de 2016), foi um cantor de rumba africana, de música africana e de world music congolês, um dos músicos mais populares da África.
Papa Wemba começou a se destacar quando se juntou à banda congolesa Zaiko Langa Langa. Em 1977, ele e outros integrantes do grupo criaram uma nova formação, a Viva La Musica, que lhe rendeu o reconhecimento mundial, principalmente na Europa, nos Estados Unidos e na Ásia. No início dos anos 1990 ele excursionou com Peter Gabriel, e participou do disco "Secret World Live", em 1994. Ficou conhecido como "rei da rumba no Congo", depois de gravar com Stevie Wonder.
Wemba morreu durante uma apresentação no Festival de Músicas Urbanas de Anoumabo (Femua), em Abidjan, na Costa do Marfim, em 24 e abril de 2016. Ele desmaiou durante  apresentação, sem ser notado de imediato pela banda que o acompanhava.